# De Klinge
De Klinge är en ort i Belgien.   Den ligger i provinsen Östflandern och regionen Flandern, i den nordvästra delen av landet, 50 km norr om huvudstaden Bryssel. De Klinge ligger 6 meter över havet och antalet invånare är 3 077.
Terrängen runt De Klinge är mycket platt. Runt De Klinge är det tätbefolkat, med 308 invånare per kvadratkilometer.. Närmaste större samhälle är Sint-Niklaas, 10,8 km söder om De Klinge.
Trakten runt De Klinge består till största delen av jordbruksmark.